# Tassara (Departement)
Tassara ist ein Departement in der Region Tahoua in Niger.

## Geographie
Das Departement liegt im Westen des Landes. Es erstreckt sich über das Gebiet der gleichnamigen Landgemeinde Tassara. Das Departement Tassara bildet bei Wahlen zur Nationalversammlung einen von landesweit acht Sonderwahlkreisen. Während die regulären Wahlkreise, in denen jeweils eine bestimmte Anzahl an Abgeordneten gewählt wird, im Übrigen den acht Regionen Nigers entsprechen, wählen die Stimmberechtigten der Sonderwahlkreise jeweils einen eigenen Abgeordneten. Die Jagdzone von Tassara ist eines der von der staatlichen Generaldirektion für Umwelt, Wasser und Forstwirtschaft festgelegten offiziellen Jagdreviere Nigers.

## Geschichte
Das Departement geht auf den Verwaltungsposten (poste administratif) von Tassara zurück, der 1971 eingerichtet wurde. 2011 wurde der Verwaltungsposten aus dem Departement Tchintabaraden herausgelöst und zum Departement Tassara erhoben. Infolge des Konflikts in Nordmali verordnete die Regierung Nigers im März 2017 im Departement Tassara und sechs weiteren Departements den Ausnahmezustand, der danach mehrmals verlängert wurde.

## Bevölkerung
Das Departement Tassara hat gemäß der Volkszählung 2012 24.365 Einwohner. Von 2001 bis 2012 stieg die Einwohnerzahl jährlich durchschnittlich um 7,5 % (landesweit: 3,9 %).

## Verwaltung
An der Spitze des Departements steht ein Präfekt (französisch: préfet), der vom Ministerrat auf Vorschlag des Innenministers ernannt wird.
| Amtszeit                      | Name                     |
| ----------------------------- | ------------------------ |
| 29. Feb. 2012 – 13. Feb. 2013 | Issoufou Insa            |
| 13. Feb. 2013 – 4. Dez. 2013  | Abdoulaye Moussa Ibrahim |
| 4. Dez. 2013 – 25. Jun. 2015  | Boureima Seyni           |
| 25. Jun. 2015 – 29. Jul. 2016 | Namata Kiassa            |
| 29. Jul. 2016 – 23. Mär. 2017 | Emini Ahmed              |
| 23. Mär. 2017 – 8. Jun. 2017  | Mohamed Maraba           |
| 8. Jun. 2017 – 20. Apr. 2018  | Adamou Wakasso           |
| 20. Apr. 2018 – 24. Aug. 2023 | Elhadji Doulla Hassane   |
| 24. Aug. 2023 – 8. Jan. 2025  | Mahaman Bassirou Dicko   |
| seit 8. Jan. 2025             | Abba Koulouma Djona      |